# Стейтсвилл (Северная Каролина)
Сте́йтсвилл (англ. Statesville) — город с местным самоуправлением (city) в штате Северная Каролина, США. Административный центр округа Айрделл. Население — 24 532 человека (по переписи 2010 года).

## История

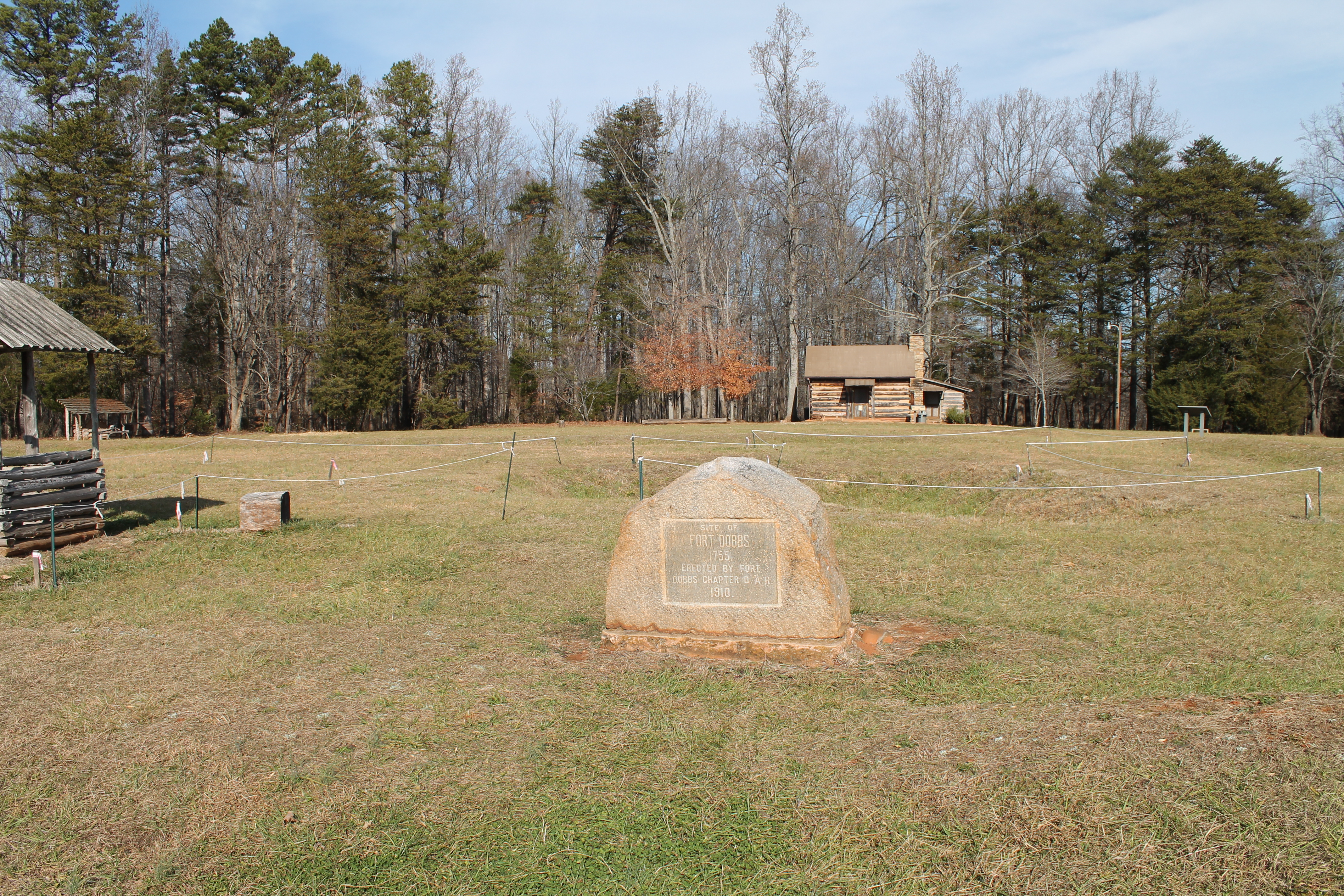
Исторический монумент штата Форт-Доббс

Европейские иммигранты из Шотландии, Ирландии и Германии впервые начали селиться на территории современного Стейтсвилла около 1753 года. Своё первое поселение здесь они назвали «Конгрегацией четвёртого ручья» — здесь протекал четвёртый по счёту ручей к западу от города Солсбери.
В январе 1789 года был основан город Стейтсвилл, ставший административным центром образованного годом ранее округа Айрделл. Происхождение названия не задокументировано.
В 1847 году Стейтсвилл получил статус города с местным самоуправлением. В 1858 году он был соединён с Эшвиллом и Шарлоттом железнодорожными линиями. Во время гражданской войны многие рельс были уничтожены, что на время затормозило развитие города, вскоре после войны, однако, ставшего крупнейшим центром производства табака в Северной Каролине. Также Стейтсвилл стал одним из мировых лидеров по распространению лекарственных трав, в индустрии города важное место занимало производство виски.
В город расположен исторический памятник штата Форт-Доббс — единственный в Северной Каролине памятник периода Франко-индейской войны.

## Транспорт
Город расположен на пересечении двух крупных межштатных автомагистралей — западно-восточной I-40 и северо-южной I-77, а также трёх других дорог — US 21, US 64 и US 70.
В нескольких километрах к юго-западу, на US 70, располагается муниципальный аэропорт Стейтсвилла.

## Демография
Согласно данным переписи населения 2010 года, в Стейтсвилле проживало 24 532 человека. В 2000 году этот показатель составлял 23 390 человек.
Расовый состав жителей города в 2010 году распределился следующим образом: белых американцев 54,77 %, афроамериканцев 34,53 %, коренных американцев 0,31 %, монголоидов 1,88 %, представителей двух и более рас 2,43 %, латиноамериканцев любой расы 10,86 %.